# Balogh János (sakkozó)
Balogh János (Kézdivásárhely, 1892. szeptember 10. – Budapest, 1980. augusztus 23.) magyar sakkozó, román és magyar sakkolimpikon, Magyarország színeiben nem hivatalos sakkolimpiai bajnok, ügyvéd.

## Élete, pályafutása
A Pázmány Péter Tudományegyetemen jogi doktorátust, később ügyvédi vizsgát tett. 1926 és 1934 között ügyvédi gyakorlatot folytatott Kézdivásárhelyen, majd 1934-től Budapesten élt, ahol előbb bíróként, később közjegyzőként dolgozott.
Sakkozóként a román olimpiai csapat tagja volt 1926 és 1931 között, 1930-ban román bajnok lett. Az 1936-ban megrendezett nem hivatalos müncheni sakkolimpián a győztes magyar csapat tagja volt. 1947-ben újból győzött a román bajnokságon, egyetlen külföldiként.
Mint levelezési sakkozó a Wiener Schachzeitung által szervezett verseny első helyezettje lett 1929-ben, majd egy évvel később, 1930-ban ugyanitt második helyezett volt. 1930-ban a Nemzetközi Levelezési Sakkszövetség (IFSB) legelső versenyén 2–3., 1932-ben 4. helyezést ért el. 1935–1939-ben a győztes magyar csapat tagja volt a levelezési sakkolimpián. 1941–1942-ben a legelső magyar levelezési sakkbajnokságon második helyezést ért el. A Nemzetközi Levelezési Sakkszövetségtől (IFSB) legelsőként kapta meg a levelezési sakkmester címet a magyar levelezési sakkozók közül. Az I. levelezési sakkolimpián 1950–1952-ben az első helyezett, az 1958–1961 között rendezett III. levelezési sakkolimpián a 2. helyezett magyar csapat tagja volt. 1960–1962-ben levelezési magyar sakkbajnok lett. Sakkozóként 1936 és 1938 között, később levelezési sakkozóként 1940 és 1962 között volt a magyar válogatott csapat tagja.

## Díjai, elismerései
- Magyar Népköztársaság Sportérdemérem ezüst fokozata (1962) a III. Levelezési sakkolimpián elért 2. helyezésért[1]